# Lantheuil
Lantheuil é uma ex-comuna francesa na região administrativa da Normandia, no departamento de Calvados. Estendeu-se por uma área de 4,43 km². Em 2010 a comuna tinha 1 198 habitantes (densidade: 270,4 hab./km²).
Em 1 de janeiro de 2017 foi fundida com as comunas de Amblie e Tierceville para a criação da nova comuna de Ponts sur Seulles.